# Davey Allison
Pour les articles homonymes, voir Allison.
Statistiques en NASCAR Cup Series
Dernière mise à jour : 18 décembre 2016 
Davey Allison est un pilote américain de NASCAR né le 25 février 1961 à Hollywood, Floride, et mort le 13 juillet 1993 à Birmingham , Alabama.

## Carrière
Il commence sa carrière en 1985 et remporte en 9 saisons 19 courses dont le Daytona 500 en 1992. Allison termine à la 3e place du championnat de première division NASCAR Winston Cup en 1991 et 1992. Il meurt le 13 juillet 1993 lors d'un accident d'hélicoptère sur le circuit de Talladega.

## Liens externes

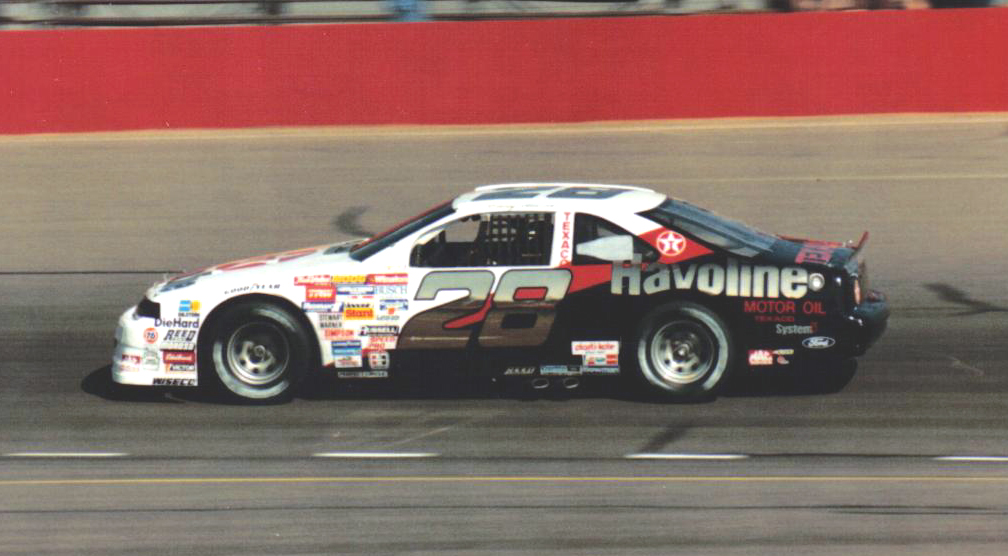
Voiture de Davey Allison en 1989